# Уктымка
Уктымка — река в России, протекает по Республике Коми и Архангельской области. Устье реки находится в 47 км по левому берегу реки Малый Уктым. Длина реки составляет 11 км.

## Данные водного реестра
По данным государственного водного реестра России относится к Двинско-Печорскому бассейновому округу, водохозяйственный участок реки — Вычегда от города Сыктывкар и до устья, речной подбассейн реки — Вычегда. Речной бассейн реки — Северная Двина.
Код объекта в государственном водном реестре — 03020200212103000023399.